# Paraturbanella solitaria
Paraturbanella solitaria är en djurart som tillhör fylumet bukhårsdjur, och som beskrevs av Todaro 1995. Paraturbanella solitaria ingår i släktet Paraturbanella och familjen Turbanellidae. Inga underarter finns listade i Catalogue of Life.